# Нагдалиев, Зейнал Сафар оглы
Зейнал Сафар оглу Нагдалиев (азерб. Zeynal Səfər oğlu Nağdəliyev) — азербайджанский государственный деятель. Глава исполнительной власти г. Ленкорань и Ленкоранского района (2003—2005). Помощник Президента Азербайджана по территориально-организационным вопросам (с 2005).

## Биография
Родился 5 ноября 1957 года в г. Баку.
Работал первым секретарем профессионально-технического училища № 55 комитета комсомола. В 1982 — 1984 годах работал инструктором Центрального Комитета Ленинского Коммунистического Союза Молодёжи (ЦК ЛКСМ) Азербайджана.
В 1985—1986 годах работал первым секретарем Азизбековского районного комитета ЛКСМ Азербайджана. 
В 1986—1987 годах работал заведующим отдела спорта, военно-массовой работы ЦК ЛКСМ Азербайджана. 
В 1987—1990 годах работал заведующим отдела организационно-кадровой работы ЦК ЛКСМ Азербайджана. 
В 1990—1991 годах служил секретарем ЦК ЛКСМ Азербайджана. В 1991—1994 годах работал секретарем в ЦК Молодёжной организации Азербайджана.
В 2001—2003 годах работал исполнительным директором во Всероссийском Азербайджанском Конгрессе.
Глава исполнительной власти города Ленкорань и Ленкоранского района (14 апреля 2003 — 14 декабря 2005).
С 14 апреля 2005 года — заведующий отдела по работе с региональными органами управления и местного самоуправления Администрации Президента Азербайджана. 
29 ноября 2012 года назначен заместителем главы администрации Президента. 
31 мая 2017 года назначен помощником Президента по территориально-организационным вопросам – начальником отдела.
6 ноября 2020 года назначен членом Государственной комиссии по оценке и устранению ущерба, причинённого гражданскому населению, государственному имуществу, в том числе объектам инфраструктуры и субъектам предпринимательской деятельности в результате агрессии вооружённых сил Армении против Азербайджана.
24 ноября 2020 года назначен членом Координационного штаба по централизованному решению вопросов на освобождённых от оккупации территориях.
1 ноября 2007 года присвоен ранг государственного советника 1 класса.

## Награды
- Орден «Шохрат» (3 ноября 2017, за плодотворную деятельность на государственной службе Азербайджана)[11][12].
- Орден «За службу Отечеству» 2 степени (22 июня 2012)[13].